# Teater i USA
Teater i USA grundar sig främst på europeisk tradition, och består i stor utsträckning av blandningar och variationer på äldre europeiska stilinriktningar. Den är också starkt förknippad med amerikansk litteratur, film och TV, och det är inte ovanligt att handlingar byts och lånas mellan dessa former (så kallade adaptioner). Musikalen, den amerikanska musikteatern, är en genre som är unik för USA och börjat spridas internationellt. Utbyten med andra engelsktalande länder, främst England, Kanada och Australien, har också påverkat den amerikanska teatern.

## Scener och verksamhet
Till skillnad från många delar av Europa finns inget statligt finansiellt stöd, och inga allmänna teaterbyggnader. Teatern är därför tvungen att hävda sig kommersiellt förutom artistiskt, något som ibland har gett den dåligt rykte i Europa. De flesta scenerna finns därför i centrala distrikt de största städerna, främst i Boston, Chicago, Los Angeles och New York. Mindre scener i övriga landet benämns ofta som regionala scener (regional theaters). En följd av detta är att de flesta skådespelare i USA bor i de större städerna, och de regionala teatrarna därför håller audition där i stället för på hemorten (ofta miltals därifrån).

## Lokala scener

### Broadway
Det ojämförligt största teaterdistriktet i USA är Broadway på Manhattan i New York. Dess position i amerikansk teater kan jämföras med Londons, Paris eller Berlins i Europa.